# De rebus Hispaniae memorabilibus Libri XXV
De las cosas memorables de España (De rebus Hispaniae memorabilibus) es la principal obra del escritor siciliano Lucio Marineo Sículo, cuya primera versión fue publicada en Burgos hacia 1496, cuando aún era profesor en la Universidad de Salamanca, con el título De Hispaniae laudibus.
La nueva versión de la obra, ya bajo el título De Rebus Hispaniae memorabilibus, fue publicada en 1530 por la imprenta de Miguel de Eguía en Alcalá de Henares. Aquel mismo año la obra fue traducida al castellano y publicada, también por Miguel de Eguía, bajo el título De las cosas memorables de España.

## Estructura

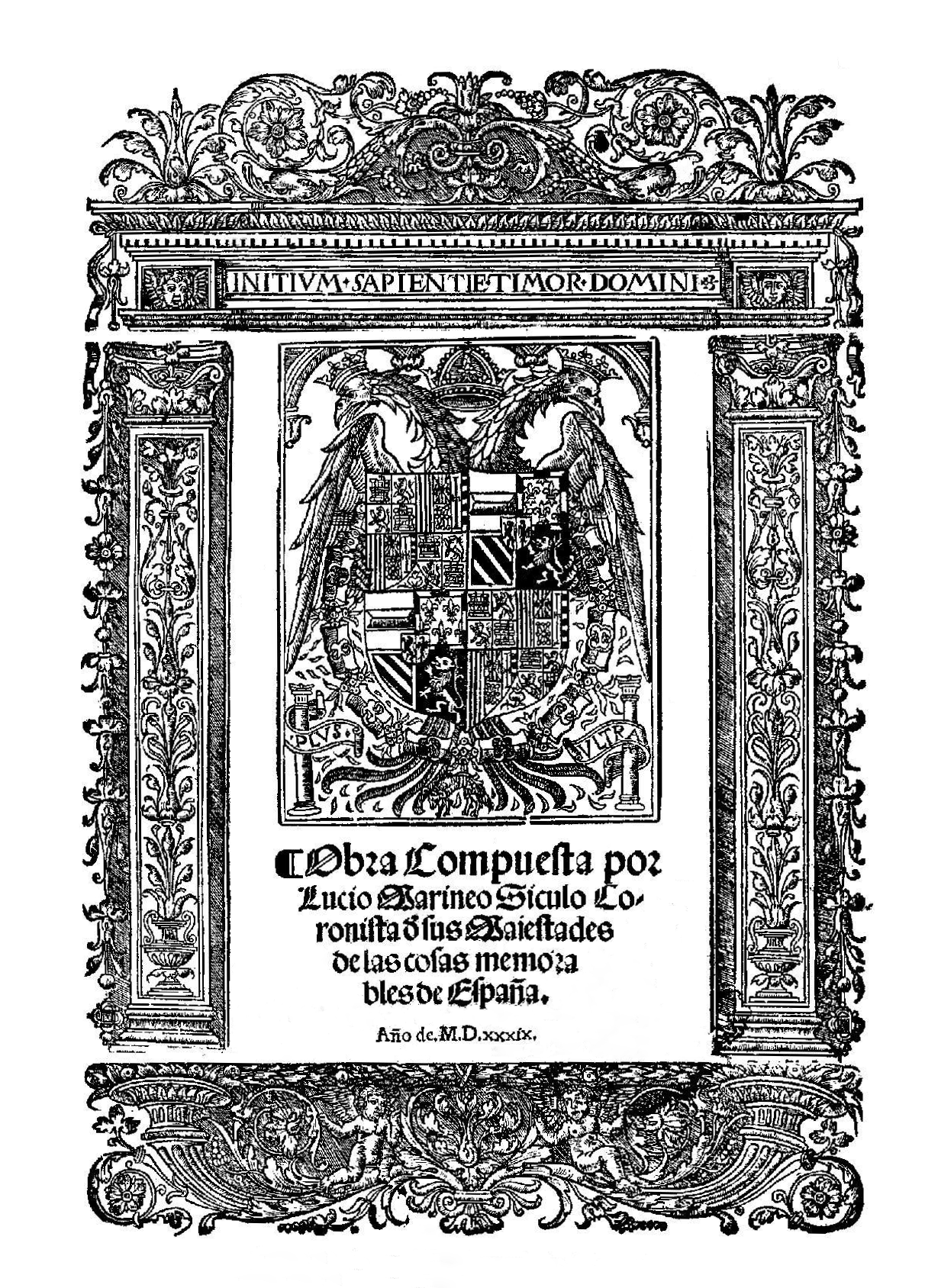
De las cosas memorables de España (Alcalá de Henares: Juan de Brocar; 1939).

En el texto de De las cosas memorables de España se pueden apreciar dos partes bien definidas:
La primera parte se inicia con dos largos prólogos del autor dedicados al emperador Carlos y su esposa Isabel de Portugal, en los que se declara que la intención de la obra no es otra que el dar a “conocer casi toda vuestra España y todas las cosas dignas de memoria que en ella hay”. 
Ambos prólogos están acompañados por tres cartas —dos de Baltasar de Castiglione y otra del propio Marineo Sículo— y, por último, de varias advertencias al lector sobre los posibles errores y omisiones involuntarias que se pueden encontrar en el texto.
La segunda parte de la obra está dividida en 22 libros o capítulos, de los que los tres primeros están dedicados a una descripción detallada de la península ibérica. 
Los restantes capítulos están dedicados, en buena parte, a la historia de los reyes de la corona de Aragón y a una elogiosa y apasionada narración del reinado de los Reyes Católicos que ocupa los libros XIX, XX y XXI.
El último libro —eliminado en la edición de 1533 por deseo expreso de Carlos I— está dedicado a las vidas de los emperadores romanos nacidos en España y a las de los varones ilustres y de algunas mujeres ilustres de España.
Las descripciones de España que circulaban en la época de Marineo Sículo solían formar parte de cosmografías generales —como el Imago Mundi de Pierre de Ailly(1436), tan consultado por Cristóbal Colón— cuyo contenido, basado por lo general en los textos de antiguos geógrafos como Plinio el Viejo o Estrabón, estaba repleto de datos anacrónicos.
Por el contrario, la descripción de España contenida en los tres primeros libros de De las cosas memorables de España tiene el mérito de ser la primera obra impresa en España en la que su autor, aunque no se renuncia a utilizar “todas las cosas… dignas de memoria que de los autores griegos y latinos había leído”, también incluye numerosos datos obtenidos de primera mano en sus diferentes viajes.
El plan que Marineo Sículo se propone seguir consiste en describir “Primeramente la grandeza de la misma España/ las infinitas cosas que la tierra y el mar produce/ la abundantísima fertilidad… y tras esto los innumerables nombres de las ciudades y ríos y montes y las demás que de las Bárbaras y peregrinas gentes fueron tornadas disformes y mudadas de su primero y natural ser”, estableciendo un modelo que seguirán, entre otros, Pedro de Medina en su Grandezas de España (1548) o Pedro de Silva con su Población de España (1643).
De acuerdo con este plan, el primer libro de la obra se dedica a tratar del origen del nombre de España, de la forma que tiene, de sus accidentes geográficos y de sus productos —mieses, vinos, frutas, artículos manufacturados, etc…— de los que ofrece un curioso catálogo,, no siempre muy exacto, como ocurre cuando habla de los metales preciosos.
Los dos siguientes libros están dedicados a la descripción de los diferentes reinos —incluido Portugal— y provincias de España enumerando las principales ciudades y lugares de los mismos. Tarea esta en la que tropieza con algunas dificultades derivadas de su desafortunada decisión de mezclar la antigua división administrativa romana con la que regía en su época.
Aunque Marineo Sículo hace gala de una acertado sentido crítico a la hora de enjuiciar el fabuloso origen de algunos lugares, no puede evitar que en su obra se incluyan algunos errores de bulto como el poema laudatorio a España atribuido nada menos que a Homero.
Estos tres primero libros han sido editados, junto a unos extractos de los viajes de Antonio de Lalaing y Jerónimo Müntzer, por la editorial La Hoja del Monte.